# Campionato italiano football a 9
Il Campionato italiano football a 9 (CIF9), chiamato in passato anche Arena League o A9, o Terza Divisione è uno dei campionati organizzati dalla FIDAF.
Dato che questa specialità richiede un minore investimento da parte delle società, spesso partecipano al campionato squadre che non hanno i mezzi per iscriversi al campionato maggiore, oppure la squadra B delle società più importanti. Il campionato è generalmente suddiviso in gironi su base geografica, per contenere i costi delle trasferte.
La stagione del campionato italiano football a 9 termina con il Ninebowl, la finale del campionato.
Il campionato è stato disputato secondo diverse modalità:
- a 11 giocatori tra il 1985 e il 1991;
- a 8 giocatori tra il 1992 e il 1997;
- a 9 giocatori dal 2003.

È il terzo livello della piramide dei campionati italiani di football americano.
Non è previsto un sistema di promozioni e retrocessioni con la Seconda Divisione (che si gioca a 11 giocatori).

## Storia
La prima edizione del campionato si svolse nel 1985 nella modalità a 11 giocatori. Nel 2012 partecipano 38 squadre su base nazionale, per il 2013 il numero di società iscritte sale a 40 unità, mentre nel 2014 sono 39 le società iscritte.

### Campionati di livello inferiore al terzo
In due occasioni sono stati giocati anche campionati di quarto livello:
- nel 1992 (il campionato di terzo livello era disputato a 11 giocatori, quello di quarto a 8 giocatori)
- nel 2006 (il campionato di terzo livello era disputato a 9 giocatori, quello di quarto a 8 giocatori)

## Squadre
Ventuno squadre hanno gareggiato nella stagione 2024: Achei Crotone, Blitz American Footbal Team, Briganti Napoli, Cavaliers Castelfranco Veneto, Cocai Terraferma, Crusaders Cagliari, Doves Bologna, Eagles Salerno, Eagles United Palermo, Elephants Catania, Gorillas Varese, Honey Badgers, Hurricanes Vicenza, Legio XIII Roma, Muli Trieste, Rams Milano, Ravens Imola, Sentinels Football Americano, Thunders Trento e Wolverines Piacenza.

### Evoluzione del numero di squadre iscritte
SquadreAnno0102030405019851990199520002005201020152020Squadre

## Regolamento
Le regole di gioco sono quelle del football a 11 ma con differenze importanti, prima tra tutte il numero dei giocatori in campo: in questa disciplina si gioca in 9 contro altri 9, dunque solitamente senza i tackles.

## Albo d'Oro

### Campionati di terzo livello

#### Campionati a 8 giocatori
| Edizione   | Sede                    | Vincente           | Sconfitta         | Risultato |
| ---------- | ----------------------- | ------------------ | ----------------- | --------- |
| 1993 - II  | Rimini                  | Lumberjacks Fiuggi | Marlins Rimini    | 28-24     |
| 1994 - III | Sesto San Giovanni (MI) | Skorpions Varese   | Black Knights Rho | 60-42     |

| Edizione  | Sede       | Vincente        | Sconfitta            | Risultato |
| --------- | ---------- | --------------- | -------------------- | --------- |
| 1995 - IV | Brescia    | Bengals Brescia | Green Waves Corbetta | 20-1      |
| 1996 - V  | Brescia    | Bengals Brescia | Virtus Bologna       | 29-9      |
| 1997 - VI | Ostia (RM) | Virtus Bologna  | Marines Ostia        | 32-31     |

Tra il 1998 e il 2001 lo Snowbowl divenne titolo di secondo livello.

#### Campionati a 9 giocatori
| Edizione | Sede    | Vincente       | Sconfitta          | Risultato |
| -------- | ------- | -------------- | ------------------ | --------- |
| 2003 - I | Firenze | Guelfi Firenze | Crusaders Cagliari | 38-6      |

| Edizione   | Sede                  | Vincente           | Sconfitta                | Risultato |
| ---------- | --------------------- | ------------------ | ------------------------ | --------- |
| 2004 - II  | Castiglione d.P. (GR) | Crusaders Cagliari | Red Jackets Sarzana      | 30-8      |
| 2005 - III | Brugherio (MI)        | Barbari Roma Nord  | Blue Storms Gorla Minore | 14-0      |

| Edizione  | Sede           | Vincente      | Sconfitta       | Risultato |
| --------- | -------------- | ------------- | --------------- | --------- |
| 2006 - IV | Chiavari (GE)  | Wolfz Merano  | Redskins Verona | 9-0       |
| 2007 - V  | Molinella (BO) | Angels Pesaro | Frogs Legnano   | 29-8      |

| Edizione | Sede    | Vincente        | Sconfitta       | Risultato |
| -------- | ------- | --------------- | --------------- | --------- |
| 2008 - I | Bolzano | Giganti Bolzano | Dragons Salento | 40-0      |

| Edizione  | Sede  | Vincente       | Sconfitta       | Risultato |
| --------- | ----- | -------------- | --------------- | --------- |
| 2009 - II | Forlì | Grizzlies Roma | Giganti Bolzano | 24-0      |

| Edizione    | Sede          | Vincente           | Sconfitta              | Risultato |
| ----------- | ------------- | ------------------ | ---------------------- | --------- |
| 2010 - XI   | Palermo       | Crusaders Cagliari | Islanders Venezia      | 24-14     |
| 2011 - XII  | Busto Arsizio | Aquile Ferrara     | Crusaders Cagliari     | 13-12     |
| 2012 - XIII | Torino        | Cardinals Palermo  | Bills Cavallermaggiore | 33-19     |
| 2013 - XIV  | Ferrara       | Aquile Ferrara     | Red Jackets Lunigiana  | 41-30     |

| Edizione     | Sede    | Vincente              | Sconfitta         | Risultato |
| ------------ | ------- | --------------------- | ----------------- | --------- |
| 2014 - XV    | Cecina  | Red Jackets Lunigiana | Terni Football    | 22-7      |
| 2015 - XVI   | Milano  | Chiefs Ravenna        | Veterans Grosseto | 45-35     |
| 2016 - XVII  | Cesena  | Sharks Palermo        | Knights Persiceto | 36-22     |
| 2017 - XVIII | Vicenza | Sentinels Isonzo      | Sharks Palermo    | 17-14     |
| 2018 - XIX   | Parma   | Ravens Imola          | Elephants Catania | 28-20     |

| Edizione     | Sede               | Vincente         | Sconfitta         | Risultato |
| ------------ | ------------------ | ---------------- | ----------------- | --------- |
| 2019 - XX    | Sesto San Giovanni | Redskins Verona  | Briganti Napoli   | 8-6       |
| 2020 - XXI   |                    |                  |                   |           |
| 2021 - XXI   | Cecina             | Leoni Basiliano  | Elephants Catania | 28-17     |
| 2022 - XXII  | Firenze            | Roosters Romagna | Bengals Brescia   | 42-35     |
| 2023 - XXIII | Reggio Emilia      | Bengals Brescia  | Elephants Catania | 21-18     |
| 2024 - XXIV  | Ravenna            | Thunders Trento  | Elephants Catania | 16-14     |

#### Campionati a 11 giocatori
| Edizione | Sede                                   | Vincente       | Sconfitta    | Risultato |
| -------- | -------------------------------------- | -------------- | ------------ | --------- |
| 1985     | Il campionato non prevedeva una finale |                |              |           |
| 1986 - I | Milano                                 | Wasps Vigevano | Hunters Roma | 23-7      |
| 1987     | Il campionato non prevedeva una finale |                |              |           |

| Edizione  | Sede                                   | Vincente                  | Sconfitta                 | Risultato |
| --------- | -------------------------------------- | ------------------------- | ------------------------- | --------- |
| 1988      | Il campionato non prevedeva una finale |                           |                           |           |
| 1989 - I  |                                        | Islanders Venezia         | Ironmen La Spezia         | 26-20 ot  |
| 1990      | Il campionato non prevedeva una finale |                           |                           |           |
| 1991      |                                        |                           |                           |           |
| 1992 - II | Ariccia                                | Cavalieri Castelli Romani | Squali Golfo del Tigullio | 40-0      |

### Campionati di quarto livello

#### Campionati a 8 giocatori
| Edizione | Sede   | Vincente           | Sconfitta           | Risultato |
| -------- | ------ | ------------------ | ------------------- | --------- |
| 1992 - I | Torino | Hogs Reggio Emilia | Red Falcons Liscate | 20-7      |

| Edizione  | Sede | Vincente    | Sconfitta      | Risultato |
| --------- | ---- | ----------- | -------------- | --------- |
| 2006 - II | Bari | Trucks Bari | Eagles Salerno | 22-10     |